# Lonchodinae
Sous-famille
Les Lonchodinae sont une sous-famille de phasmes appartenant à la famille des Phasmatidae. 
Dans certaines classifications, la sous-famille est élevée au rang de famille, celle des Lonchodidae Brunner von Wattenwyl, 1893 ; celle-ci est considérée comme synonyme.
Elle comprend un grand nombre d'espèces regroupées en deux tribus :
- Lonchodini Brunner von Wattenwyl, 1893
- Neohiraseini Hennemann & Conle, 2008